# Dłusko Gryfińskie
Dłusko Gryfińskie (do 1945 niem. Linde) – wieś w Polsce położona w województwie zachodniopomorskim, w powiecie gryfińskim, w gminie Banie.
W 2003 r. wieś miała 318 mieszkańców.
Dłusko Gryfińskie zostało założone w średniowieczu. W drugiej połowie XIII w. wybudowany został kościół NMP Królowej Polski. Z zachowanej murowanej zabudowy wsi do czasów współczesnych zachowały się budynki ryglowe z końca XIX i początku XX w., stodoła z XIX w. oraz budynki mieszkalne z oryginalną stolarką okienną i drzwiową, a także z zachowaną elewacją.
Kościół wybudowany został z granitowej kostki w XIII w., przebudowano go w XVIII i na początku XIX w. W 1974 r. uległ zniszczeniu wskutek pożaru, odbudowany został rok później. Teren kościelny otacza kamienny mur. Na terenie byłego przykościelnego cmentarza, na wprost jednej z trzech bram, stoi na trzech kamiennych schodkach dawny pomnik poległych w I wojnie światowej. Na wszystkich ścianach widoczne ślady po mocowaniu tablic z nazwiskami. U stóp pomnika od strony kościoła leży jego głowica.
W latach 1975–1998 miejscowość administracyjnie należała do województwa szczecińskiego.